# Mikołaj Bogoria
Mikołaj Bogoria, herbu Bogoria (?–1338) – wojewoda krakowski, doradca Władysława Łokietka, dyplomata na początku panowania Kazimierza III Wielkiego.

## Życiorys
Był synem wojewody krakowskiego Piotra Bogorii ze Skotnik, bratem arcybiskupa gnieźnieńskiego Jarosława oraz Wojciecha wojewody sandomierskiego.
Od 1318 występował na dokumentach Władysława Łokietka jako podkomorzy krakowski. W 1331 został wojewodą krakowskim. W 1332 na wiecu w Wiślicy pośredniczył w zawarciu ugody między mieszczanami Krakowa i Sandomierza, zezwalającej mieszczanom sandomierskim na omijanie Krakowa w drodze na Węgry. Uczestniczył w rokowaniach z zakonem krzyżackim o przedłużenie do 1335 zawartego przez Łokietka rozejmu, przywieszając na wydanym wówczas dokumencie swą pieczęć z godłem rodowym Bogoriów. Brał udział w rokowaniach Kazimierza Wielkiego z Karolem, margrabią Moraw, synem Jana Luksemburskiego, i był jednym z poręczycieli zawartego wówczas w Sandomierzu zawieszenia broni z Królestwem Czech. 
22 listopada 1335 na zjeździe w Wyszehradzie dał rękojmię królowi Kazimierzowi III Wielkiemu, który obiecał królowi Czech Janowi Luksemburskiemu wypłatę w ustalonym terminie drugiej połowy 20000 kup groszy praskich za zrzeczenie się przez niego praw do tronu Polski.
Do kraju wrócił, wraz z królem, z początkiem 1336. Zawiązało się wówczas wśród panów małopolskich tzw. stronnictwo andegaweńskie, którego był aktywnym członkiem. Zmarł w 1338.

## Potomstwo
- Mikołaja z Kożuchowa – proboszcza kapituły gnieźnieńskiej
- Świętosława – kantora gnieźnieńskiego
- Piotra z Bogorii
- Prokopa z Rytwian
- nieznaną z imienia córkę, żonę Wita ze Smogorzewa

Wnukiem Mikołaja, synem Piotra z Bogorii, był Mikołaj z Bogorii – kasztelan wiślicki, zawichojski, marszałek Królestwa.